# راناویروس

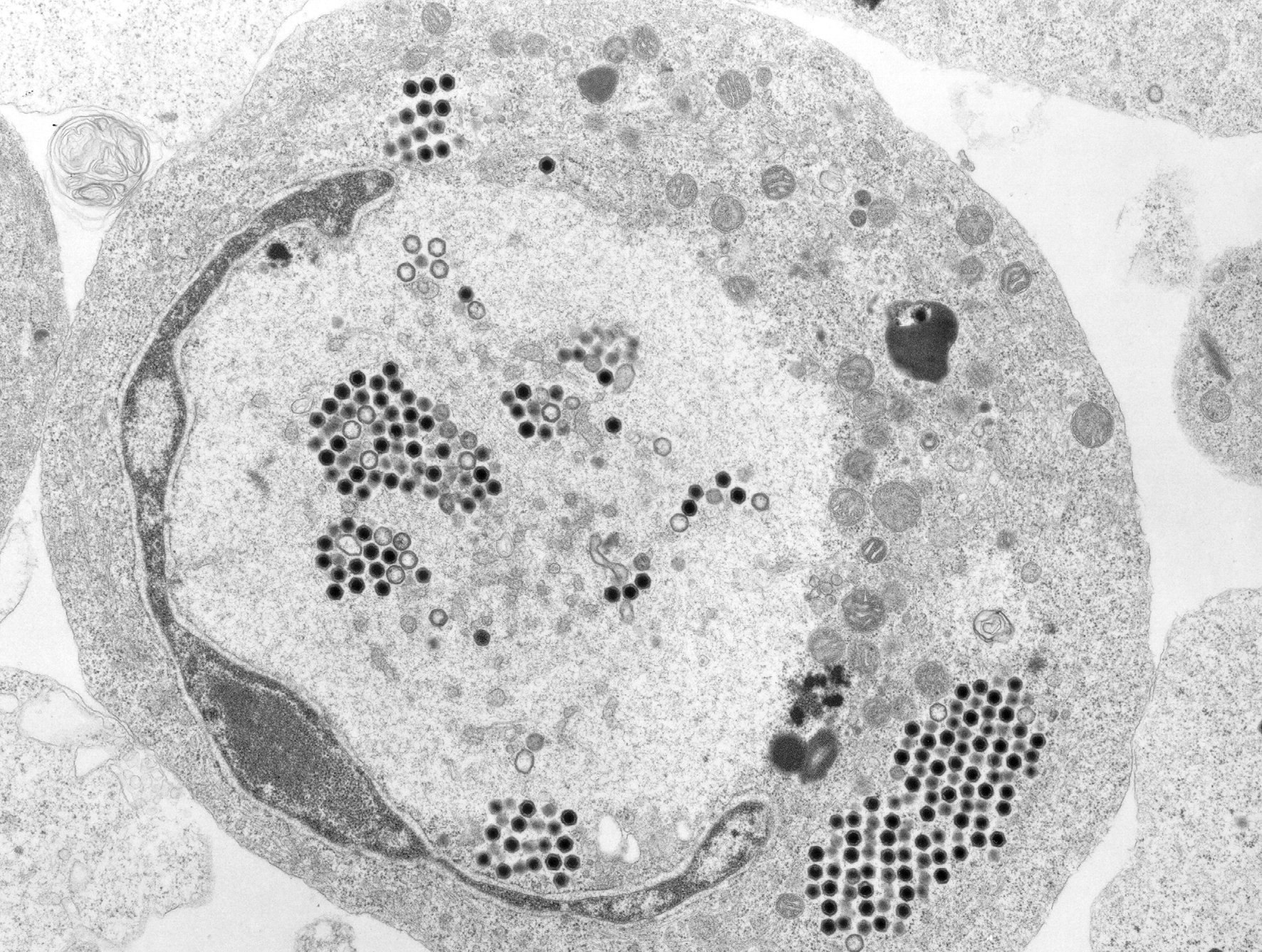
تصویر میکروسکوپ الکترونی از سلول آلوده به راناویروس

راناویروس‌ها (Ranavirus) سرده ای از ویروسها متعلق به خانوادهٔ ویروسی Iridoviridae هستند. پنج سرده ی ویروسی دیگر نیز در خانواده Iridoviridae وجود دارد، اما راناویروس‌ها تنها ویروس‌های این خانواده هستند که دوزیستان و خزندگان را آلوده می‌کنند.

## گونه‌های میزبان ویروس

### دوزیستان میزبان
- قورباغهٔ چوبی (Lithobates sylvaticus)
- گاوغوک آمریکایی (Lithobates catesbieanus)
- قورباغه پیکرل

### خزندگان میزبان
- پیتون‌های سبز (Chondropython viridis)[۳]
- لاک‌پشت ستاره‌دار برمه‌ای (Geochelone platynota)
- لاک پشت پلنگی (Geochelone pardalis)[۴]
- لاک پشت گوفر (Gopherus polyphemus)
- لاسرتای کوهی (Lacerta monticola)[۵]
- لاک پشت جعبه ای شرقی (Terrapene carolina carolina)[۶]
- لاک پشت جعبه ای غربی (Terrapene carolina bauri)
- لاک‌پشت جعبه‌ای غربی (Terrapene ornata)[۷]
- لاک‌پشت مهمیزدار (Testudo graeca)[۸]
- لاک‌پشت هرمان (Testudo hermanni)
- لاک پشت مصری (Testudo kleinmanni)
- لاک پشت روسی (Testudo horsfieldii)
- لاک پشت حاشیه دار (Testudo marginata)
- لاک‌پشت گوش‌قرمز (Trachemys scripta elegans)
- لاک‌پشت گازگیر معمولی (Chelydra serpentina)[۹]
- لاک‌پشت نرم‌کاسه چینی (Pelodiscus sinensis)[۱۰]
- گکوی دم برگی معمولی (Uroplatus fimbriatus)[۱۱]
- مارمولک حصاری شرقی (Sceloporus undulatus)[۱۲]

## ساختار
راناویروس‌ها از گروه دی‌ان‌ای ویروسها هستند و دارای دی ان ای تک رشته‌ای بزرگ بوده و ساختاری بیست وجهی دارند. قطر دی ان ای این ویروس ۱۵۰ نانومتر بوده و دارای ۱۰۵۰۰۰ جفت باز آلی هستند. دی ان ای این ویروس، کد کنندهٔ حدود ۱۰۰ محصول ژنی می‌باشد. کپسید این ویروس پروتئینی به نام (MCP) است.
| سرده      | ساختار   | تقارن          | کپسید | آرایش ژنومی | قطعه بندی ژنومی |
| --------- | -------- | -------------- | ----- | ----------- | --------------- |
| راناویروس | چند وجهی | T = ۱۳۳ یا ۱۴۷ |       | خطی         | تک قسمتی        |

## انتقال
انتقال راناویروس‌ها از طریق چندین مورد از جمله خاک آلوده، تماس مستقیم، قرار گرفتن در معرض آب و بلعیدن بافت‌های آلوده در طی شکار، مردارخواری یا هم‌نوع‌خواری رخ می‌دهد. راناویروس‌ها در محیط‌های آبی نسبتاً پایدار بوده و می‌توانند بیش از چندین هفته در خارج از بدن جانور میزبان باقی بمانند.

## بیماری‌زایی
تولید و سنتز پروتئین‌های ویروسی طی چند ساعت پس از ورود ویروس انجام می‌شود. عفونت راناویروس طی چند ساعت، باعث نکروز بافت‌ها و آپوپتوز سلول‌های جانور میزبان خواهد شد.